# Emil Braemer
Hugo Wilhelm Emil Braemer (* 31. Januar 1860 in Colbitz, Provinz Sachsen; † 14. August 1939 in Berlin-Siemensstadt) war ein deutscher Verwaltungsbeamter und Parlamentarier.

## Leben
Emil Braemer studierte Rechtswissenschaften an der Universität Halle und der Friedrich-Wilhelms-Universität Berlin. 1881 wurde er Mitglied des Corps Guestphalia Halle. Nach dem Studium trat er in den preußischen Staatsdienst ein. Das Regierungsreferendariat absolvierte er in Aurich und bestand 1890 das Regierungsassessor-Examen. Zunächst Regierungsassessor bei der Regierung Königsberg, wurde Braemer Ende 1894 Landrat des Kreises Oletzko. 1909 wurde er zum Mitglied des Aufsichtsrats der Oletzkoer Kleinbahn-Aktiengesellschaft bestellt. Von 1908 bis 1918 saß er als  konservativer Abgeordneter des Wahlkreises Allenstein 3 (Oletzko, Lyck, Johannisburg) im Preußischen Abgeordnetenhaus. Eine Ersatzwahl im Reichstagswahlkreis Regierungsbezirk Gumbinnen 6 1910 verlor er mit 42,9 % der Stimmen. 1910 wurde er Mitglied des Provinziallandtags der Provinz Ostpreußen. Im September 1919 wurde er als Landrat in den einstweiligen Ruhestand versetzt und 1923 endgültig pensioniert. Nach seiner Pensionierung lebte Braemer in Berlin-Siemensstadt.